# Selección de rugby de Nigeria
El seleccionado de rugby de Nigeria es el equipo representativo de la Nigeria Rugby Football Federation (NRFF).
Participa anualmente de los torneos africanos, su debut fue en la segunda división en 2003. Desde 2011 participa en la primera división africana aunque en el nivel más bajo.

## Uniforme
Las selecciones nigerianas usan camisetas blancas, verdes, o de los dos colores, que son los de su bandera y a veces usa vivos negros. El short suele ser blanco y las medias verdes.

## Palmarés
- CAR Trophy Norte (1): 2007

## Participación en copas
| - No ha clasificado - CAR Trophy 2003: 3º puesto - CAR Trophy 2004: 2º en grupo, 3º en general - CAR Trophy 2005: no participó - CAR Trophy 2006: 1º en grupo - CAR Trophy 2007: 1º en grupo, 1º en general - CAR Trophy 2009: 5º puesto - CARA Tournament 1987: Semifinalista - West Africa Series 2019: 2º puesto | - Africa Cup 2008-09: preclasificación - Africa Cup 1D 2011: 2º puesto - Africa Cup 1C 2012: 5º puesto (último) - Africa Cup 1C 2013: 3º puesto - Africa Cup 1C 2014: 4º puesto - Africa Cup 1C 2015: 2º puesto - Africa Cup 1C 2016: 2º puesto - Rugby Africa Bronze Cup 2017: abandonó |